# Hans Schroeder (Puppenspieler)
Hans Schroeder (* 25. Oktober 1928 in Stettin; † 11. Januar 2014 in Berlin) war ein deutscher Grafiker, Puppenbauer, Puppenspieler und Fernsehregisseur.

## Werdegang
Hans Schroeder begann 1946 sein Studium an der HdK Berlin und später in Berlin-Weißensee u. a. bei Oskar Nerlinger. Bereits 1952 stellt er daneben für Kurt Weilers ersten Puppenfilm Oskar Kulicke und der Pazifist die Dekoration her. Es folgt eine Zusammenarbeit mit der Puppenbühne Die Nußknacker unter der Regie von Erich Hammer, mit dem Schroeder auch später bei der DEFA und dem Deutschen Fernsehfunk (DFF) zusammenarbeiten sollte. 1953 erhielt Schroeder erste Aufträge vom DEFA-Studio Babelsberg für die Dekoration eines Wohnkulturfilms. Hans Schroeder kam 1956 vom neu gegründeten DEFA-Studio für Trickfilme in Dresden zum DFF. Hier entwickelte er zur bereits bestehenden Reihe Flax und Krümel eine neue Puppenfilm-Serie für Vorschulkinder. Er erdachte die Konzeption für eine Geschichten-Folge der Tierfiguren Kater und Häschen, die menschenähnliche Züge trugen. Dies war die Grundlage für den Märchenwald im DDR-Kinderfernsehen. Wichtige von ihm geschaffene Figuren sind Herr Fuchs und Frau Elster, die später Kultstatus erlangen sollten. Weitere von ihm geschaffene Figuren sind Frau Igel und ihr Kind Borstel sowie Onkel Uhu. Nach einem Zerwürfnis um die konzeptionelle Weiterentwicklung der Sendereihe verließ Hans Schroeder das Kinderfernsehen. 1961 war er gemeinsam mit seiner Frau Gertrud als Puppenbauer und Puppenspieler an der Produktion des DFF-Films Bodo Baddy’s bunte Bühne beteiligt. Unter der Regie von Bruno Kleberg entstand dieser 40 Minuten lange Film, der erstmals im Fernsehen reale Schauspieler und Marionetten miteinander agieren ließ. Das damals populäre Komikerpaar Rolf Herricht und Hans-Joachim Preil war in menschlichen Hauptrollen zu sehen.
Ab Anfang der 1960er Jahre war Hans Schroeder für die Landwirtschaftsredaktion des Fernsehfunks tätig. Ein großer Publikumserfolg wurde in den 1980er Jahren die Fernsehratgebersendung „Du und Dein Haustier“, bei der Hans Schroeder fast zehn Jahre Regie führte. Nach der Wende war er an der Gründung des Landessenders Brandenburg, aus dem der ORB hervorging, beteiligt und arbeitete nach seiner Pensionierung vorwiegend für das Goethe-Institut in Berlin.

## Filmografie (Auswahl)
- 1952: Oskar Kulicke und der Pazifist – Szenenbild (Regie Kurt Weiler)[1]

DEFA-Animationsfilme
- 1954: Knirps und der Fischräuber – Szenenbild, Puppenspieler[2]
- 1955: Das Gespenst im Dorf – Szenenbild, Puppenspieler – Regie Erich Hammer
- 1956: Fuchs bleibt Fuchs – Szenenbild, Puppenspieler – Regie Erich Hammer
- 1956: Mittagessen im Hofe – Szenenbild, Puppenspieler – Regie Erich Hammer
- 1956: Der kluge Bauer – Szenenbild, Puppenspieler – Regie Erich Hammer
- 1956: Bimbo – Szenenbild, Puppenspieler – Regie Erich Hammer
- 1957: Die Wette – Szenenbild, Puppenspieler – Regie Erich Hammer

DFF-Fernsehfilme und -serien
- ab 1957: Kater und Häschen – Märchenwaldgeschichten im DFF u. a. mit Herrn Fuchs und Frau Elster, Autor, Spieler, Gestaltung der Puppen und Dekoration
- 1961: Bodo Baddy’s bunte Bühne – Puppenbau und Puppenspiel, mit Rolf Herricht und Hans-Joachim Preil – Regie Bruno Kleberg
- Du und Dein Haustier (Fernsehratgeber) – Regie

DFF-Fernsehdokumentationen
- 1977: Müritz – Kleines Meer – Die vier Jahreszeiten am größten Binnensee der DDR – Regie
- 1978: Ganh – ein Tragholz, zwei Körbe – Vietnamesische Reiseimpressionen – Regie
- 1980: La tierra es vida Von Matanzas bis zur Sierra Maestra – Die Entwicklung der cubanischen Landwirtschaft nach der Revolution – Regie